# Rosetown-Biggar (circonscription saskatchewanaise)
Pour les articles homonymes, voir Rosetown et Biggar.
Circonscription électorale provinciale du Canada
Rosetown-Biggar est une ancienne circonscription électorale provinciale de la Saskatchewan au Canada. Elle est représentée à l'Assemblée législative de la Saskatchewan de 1995 à 2003.

## Liste des députés
| Parlement                                               | Années                                             | Député                                             | Député                                             | Parti                                              |
| Rosetown-Biggar                                         | Rosetown-Biggar                                    | Rosetown-Biggar                                    | Rosetown-Biggar                                    | Rosetown-Biggar                                    |
| Circonscription issue de Rosetown-Elrose et Biggar      | Circonscription issue de Rosetown-Elrose et Biggar | Circonscription issue de Rosetown-Elrose et Biggar | Circonscription issue de Rosetown-Elrose et Biggar | Circonscription issue de Rosetown-Elrose et Biggar |
| ------------------------------------------------------- | -------------------------------------------------- | -------------------------------------------------- | -------------------------------------------------- | -------------------------------------------------- |
| 23e                                                     | 1995–1999                                          |                                                    | Bernhard Wiens                                     | Néo-démocrate                                      |
| 24e                                                     | 1999–2003                                          |                                                    | Elwin Hermanson                                    | Saskatchewanais                                    |
| Circonscription dissoute dans Rosetown-Elrose et Biggar |                                                    |                                                    |                                                    |                                                    |